# Beleg van Pilsen
Het Beleg van Pilsen (of Plzeň) (Tsjechisch: Obléhání Plzně) vond plaats van 19 september tot 21 november 1618, tijdens de Boheemse Opstand, die het begin vormde van de Dertigjarige Oorlog. Tijdens de opstand van de protestantse Staten van Bohemen tegen de katholieke Habsburgers, bleef Pilsen trouw aan de keizer. Het protestantse leger onder leiding van Ernst van Mansfeld nam de stad in na een succesvolle bestorming.

## Aanloop
Na de Praagse Defenstratie brak de algemene opstand in Bohemen uit. Veel katholieke zochten hun toevlucht naar de versterkte stad van Pilsen. Om te voorkomen dat de katholieken versterking kregen marcheerde het protestantse leger onder leiding van Ernst von Mansfeld richting Pilsen.

## Beleg
Halverwege september 1618 begon Von Mansfeld met het beleg van Pilsen. De stad had weinig verdedigers en er was een tekort aan buskruit. Desondanks durfde Von Mansfeld het niet aan om Pilsen te bestormen, omdat zijn eigen artillerie ook niet toereikend was en zijn eigen leger ook niet al te groot. Hij sloot daarom de stad af van de buitenwereld, terwijl hij wel zijn eigen voorraden binnenkreeg en kreeg hij versterkingen uit Silezië. Op 21 november slaagden de kanonnen erin om een bres te slaan in de muren van Pilsen en ging Von Mansfeld tot de aanval over en werd Pilsen ingenomen.

## Nasleep
Tijdens belegering hadden de Habsburgers Karel Bonaventura van Longueval benoemd tot hun bevelhebber genoemd om de orde te herstellen in Bohemen. De graaf van Bucqouy wist in de slag bij Záblati het leger van Von Mansfeld te verslaan en later behaalde hij een nog grotere overwinning in de Slag op de Witte Berg.